# Drath (Markbach)
Die Drath ist ein etwa 1 km langer linker Zufluss des Markbaches in der Gemeinde Tiefenbach im Landkreis Cham in der Oberpfalz in Bayern.
Sie entspringt in einigen kleinen Weihern in der Lohwiese südwestlich von Kagern und mündet östlich von Neumühle in den Markbach.

## Verlauf
In der Lohwiese am Südosthang des Buchsberges befindet sich eine Reihe kleiner Weiher.
Aus diesen Weihern entspringt die Draht und fließt in südlicher Richtung den Hang hinab.
Nach etwa 500 Metern nimmt sie bei einem Weiher einen ungefähr 250 Meter langen Quellbach von links und wenige Meter weiter südlich einen 150 Meter langen Quellbach von rechts auf.
Die Draht fließt weiter nach Süden.
Nach etwa 370 Metern trifft sie auf die kleine Siedlung Hannesried Trath.
Der Name dieser zu Hannesried gehörenden Siedlung ist im Bayernatlas als Draht angegeben, aber auf dem Ortsschild steht der Name Trath.
Dies mag daran liegen, dass im oberpfälzer Dialekt das „t“ wie „d“ gesprochen wird.
In dieser Siedlung unterquert die Drath die Straße von Hannesried zur Schönbrunner Kapelle.
Die Drath ändert nun ihre Fließrichtung und schwenkt nach Südosten ins Markbachtal ein.
Nach weiteren 280 Metern mündet sie östlich des Weilers Neumühle in den Markbach.